# NSMCE3
NSMCE3 (англ. NSE3 homolog, SMC5-SMC6 complex component) – білок, який кодується однойменним геном, розташованим у людей на 15-й хромосомі. Довжина поліпептидного ланцюга білка становить 304 амінокислот, а молекулярна маса — 34 308.
| 10         |  | 20         |  | 30         |  | 40         |  | 50         |
| ---------- |  | ---------- |  | ---------- |  | ---------- |  | ---------- |
| MLQKPRNRGR |  | SGGQAERDRD |  | WSHSGNPGAS |  | RAGEDARVLR |  | DGFAEEAPST |
| SRGPGGSQGS |  | QGPSPQGARR |  | AQAAPAVGPR |  | SQKQLELKVS |  | ELVQFLLIKD |
| QKKIPIKRAD |  | ILKHVIGDYK |  | DIFPDLFKRA |  | AERLQYVFGY |  | KLVELEPKSN |
| TYILINTLEP |  | VEEDAEMRGD |  | QGTPTTGLLM |  | IVLGLIFMKG |  | NTIKETEAWD |
| FLRRLGVYPT |  | KKHLIFGDPK |  | KLITEDFVRQ |  | RYLEYRRIPH |  | TDPVDYEFQW |
| GPRTNLETSK |  | MKVLKFVAKV |  | HNQDPKDWPA |  | QYCEALADEE |  | NRARPQPSGP |
| APSS       |  |            |  |            |  |            |  |            |

A: Аланін

C: Цистеїн

D: Аспарагінова кислота

E: Глутамінова кислота

F: Фенілаланін

G: Гліцин

H: Гістидин

I: Ізолейцин

K: Лізин

L: Лейцин

M: Метіонін

N: Аспарагін

P: Пролін

Q: Глутамін

R: Аргінін

S: Серин

T: Треонін

V: Валін

W: Триптофан

Кодований геном білок за функціями належить до фосфопротеїнів, пухлинних антигенів. 
Задіяний у таких біологічних процесах, як пошкодження ДНК, репарація ДНК, рекомбінація ДНК, убіквітинування білків, регуляція росту. 
Локалізований у цитоплазмі, ядрі, хромосомах.